# Королівські бейджі Англії

Коронована королівська Троянда Тюдорів

В геральдиці королівські бейджі Англії складаються з геральдичних бейджів, якими користувались монархи Англійського королівства.
Геральдичні бейджі характерні для людини чи сім'ї, подібні до геральдичного щита та клейноду. Але на відміну від них, бейдж не є невід'ємною складовою герба, хоча їх можна відображати поруч із ними. Насправді бейджі є повними та незалежними, і їх можна демонструвати окремо. Крім того, на відміну від геральдичного щита та клейноду, які є особистою власністю, які може демонструвати лише власник, бейдж може легко нестись іншими людьми у формі значка пізнання або лівреї, який слід носити слугам та прихильникам. Бейджі вивішуються на штандартах та особистих предметах, а також на приватних та громадських будівлях для демонстрації права власності чи патронату.

## Історія

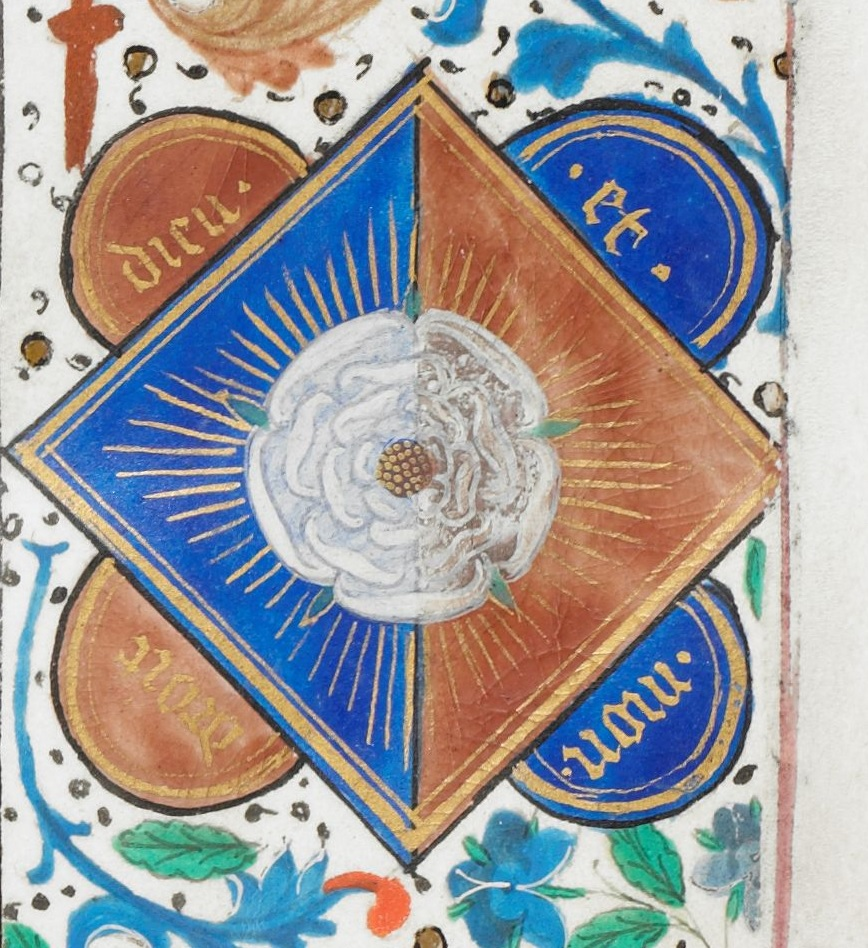
Біла троянда на Сонці дому Йорка, на кольорах синьо-золотої лівреї династії Йорків, оточена королівським девізом «Dieu et mon droit». З рукопису Вінсента Бове (1478—1480), що належить англійському королю Едуарду IV.

Королівські бейджі використовуються з найперших етапів англійської геральдики. Вони незмінно прості, їх численні приклади були прийняті та успадковані різними володарями. Вони знаходяться на склі та тканиних королівських палаців та меморіальних каплиць, а іноді і в будинках тих, хто користувався або очікував королівського покровительства.
Найбільш ранній королівський геральдичний бкйдж — це гілочка віникового жарновця, який, як кажуть, носив Жоффруа Анжуйський на своїй шапці. Дана рослина або Plantegenest (planta genista на середньовічній латині), таким чином, стала прізвиськом Жоффруа; «Плантагенет». Геральдичний символ також став назвою династії, яка від нього походила і правила Англією понад 300 років. Королі-Плантагенети користувались цим значком, іноді поєднуючи його з іншими більш персональними знаками. Король Генріх II використовував 'planta genista', а також карбункул. Король Річард I використовував знак зірки і півмісяця, який також вживав його брат король Джон. Король Генріх III прийняв гілочку віника і зірку і півмісяць. На додаток до цього його син Едуард I додав знак із золотими трояндами, який він успадкував від своєї матері Елеонори з Провансу. Король Едуард II додав золотий замок Кастилії, успадкований від його матері Елеонори Кастильської.
Насправді це був Річард Йоркський, 3-й герцог Йоркський, який прийняв ім'я Плантагенет для нього та його нащадків у XV столітті. Незрозуміло, чому Річард вибрав ім'я, але воно підкреслювало ієрархічний статус Річарда як Джеффрі та шести англійських королів, патрілінійного нащадка під час Війн Троянд. Ретроспективне використання імені для всіх нащадків Джеффрі стало популярним у часи Тюдорів, ймовірно, заохочене додатковою легітимністю, яку воно надало правнуку Річарда, англійському королю Генріху VIII.
Байджі увійшли до загального вживання за правління короля Едуарда III. Сам король вживав багато бейджів, натякаючи на своє походження та нові особисті знаки.

## Список королівських Бейджів
| Монарх                                | Бейдж | Приклади                 |
| Плантагенети (1154—1399)              | Плантагенети (1154—1399) | Плантагенети (1154—1399) |
| ------------------------------------- | --- | ------------------------ |
| Генріх II (1154—1189)                 | - золотий ескарбункул - гілочка віника або planta genista |                          |
| Річард I (1189—1199)                  | - золота зірка і півмісяць - гілочка віника |                          |
| Іоанн І (1199—1216)                   | - золота зірка і півмісяць - гілочка віника |                          |
| Генріх III (1216—1272)                | - гілочка віника |                          |
| Едуард I (1272—1307)                  | - золота троянда на зеленому стеблі - гілочка віника |                          |
| Едуард II (1307—1327)                 | - Золота вежа (від його матері Елеонори І Кастильської) - гілочка віника |                          |
| Едуард III (1327—1377)                | - Сяйво сонця, або промені із хмари - гілочка віника, «Planta genista» - пеньок дерева із сучками (для Вудстока) - срібний сокіл - грифон - страусове перо (для дружини Філіппи де Авен) - золота лілея (для Франції; і його матері Ізабелли Французької) - меч - меч вістрям угору з нанизаними трьома коронами - дикий кабан - золотий дракон, «одягнений у королівський герб… на прізвисько „Драго“» - леопард |                          |
| Річард II (1377—1399)                 | - сонячне сяйво - прилеглий срібний олень із золотою герцогською короною на шиї та ланцюгом (від матері; Джоани Кентської) - пеньок дерева з корінням (від батька; Едварда Чорного Принца) - срібний сокіл - гілочка віника, Planta genista, гілки відкриті й пусті - сонце в сяйві - страусове перо - захмарене сонце |                          |
| Ланкастери (1399—1461)                | |                          |
| Генріх IV (1399—1413)                 | - монограма SS - півмісяць - лисячий хвіст - пеньок дерева - срібний горностай між двома гілочками віника - коронований орел - показаний орел - коронована пантера - страусове перо, оточене сувоєм із словом «SOVEREYGNE» - квітка колумбіна - червона троянда Ланкастерів - сонце в сяйві - троянда на соці (комбінація двох останніх бейджів) - білий лебідь (від лебедя Богунів, родини Марії де Богун, першої дружини Генріха IV) - срібна антилопа (також від родини де Богун) |                          |
| Генріх V (1413—1422)                  | - срібне перо страуса - срібне прямостояче страусове перо з невеликим сувоєм через нижню частину пера і написом «Ich dien» - прикута антилопа - прикутий лебідь - вогняний маяк або кресет - пеньок дерева - червона троянда Ланкастерів - лисячий хвіст - зрубаний стовбур дерева (для герцогства Герефорд) - срібний лебідь з піднесеними крилами, червоними дзьобом і лапами, золотою герцогською короною і ланцюгом на спині (Херефорд) - лебідь і антилопа разом, що прикуті до вогняного маяка і з'єднані в один знак                                                                 |                          |
| Генріх VI (1422—1461)                 | - прикута антилопа - прикутий лебідь - плямиста пантера - срібне і золоте страусині пера в андріївський хрест - червона троянда Ланкастерів |                          |
| Йорки (1461—1485)                     | |                          |
| Едуард IV (1461—1483)                 | - чорний бик Кларенса (від Ліонела Антверпенського, 1-го герцога Кларенса, другого сина Едуарда III, від якого також походять йорки) - чорний дракон (для графства Ольстер) - білий лев Мортімера (для графства Марч) - білий вовк Мортімера - срібний олень (щоб посилити свою спадковість від Роджера Мортімера, 4-го графа Марча, спадкоємця Річарда II) - срібний сокіл у золотому замку (для Йорка) - сонце в сяйві - біла троянда Йорків - троянда на сонці (комбінація двох останніх бейджів) - червона троянда на сонці (символ його шлюбу з Єлизаветою Вудвіл, з роду Ланкастерів) |                          |
| Едуард V (1483)                       | - срібний сокіл у золотому замку - біла троянда Йорків |                          |
| Річард III (1483—1485)                | - срібний кабан із золотою зброєю та щетиною - біла троянда Йорків - сяюче сонце - білий сокіл з обличчям діви, що тримає білу троянду |                          |
| Тюдори (1485—1603)                    | |                          |
| Генріх VII (1485—1509)                | - золота коронована герса (від його матері; Маргарет Бофорт) - срібний хорт із червоним нашийником (для графа Ричмонда) - червоний дракон Кадваладра - корова Дуна (з Ворвіка) - коронований кущ глоду з монограмою H.R. (згадуючи історію після Босворта, коли корону знайшли під кущем глоду) - троянда Тюдорів - золота коронована лілея - полум'я - сонячний сплеск - сокіл з обличчям діви, що стоїть на замку (гарпія) |                          |
| Генріх VIII (1509—1547)               | - золота лілея - червоний дракон Кадваладра - срібний хорт із червоним нашийником - срібний півень з червоним гребінцем і лапами - полум'я - корова Ворвіка - коронована арфа (для Ірландського королівства) - спускні короновані ґрати; інколи з девізом Altera securitas - троянда Тюдорів - троянда Тюдорів з гранатом (для його першої дружини; Катерини Арагонської; гранат — частина герба Королівства Кастилії та Арагону) - напівтроянда тюдорів у поєднанні з розсіченим зелено-синім напівколом, яке покриває жмут срібних стріл (також для його першої дружини)                  |                          |
| Едуард VI (1547—1553)                 | - золота лілія - червоний дракон Кадваладра - срібний хорт із червоним нашийником - коронована золота арфа із срібними струнами - короновані спускні ґрати - троянда Тюдорів - червона коронована троянда - сяюче сонце |                          |
| Марія I (1553—1558)                   | - гранат (від її матері; Катерина Арагонської) - з'єднані гранат і троянда (особистий бейдж її матері) - напівтроянда тюдорів у поєднанні з розсіченим зелено-синім напівколом, яке покриває жмут срібних стріл; усе поверх золотого сяйва і покрите короною - крилатий час, що малює Істину з ями, з написом «Veritas temporis filia» - меч поверх вівтаря, на якому слова «Arae et Regne Custodia» - троянда Тюдорів - коронована золота арфа із срібними струнами - короновані спускні ґрати - золота лілія                                                                              |                          |
| Єлизавета I (1558—1603)               | - коронований срібний сокіл, що тримає скіпетр (від її матері Анни Болейн) - коронована троянда Тюдорів з девізом «Rose sine Spina» - сито - фенікс - коронована золота арфа із срібними струнами - короновані спускні ґрати - золота лілія |                          |
| Стюарти (1603—1649)                   | |                          |
| Яків I (1603—1625)                    | - коронована троянда Тюдорів (для Англії) - коронований чортополох (для Шотландії та дому Стюартів) - коронована золота лілія (для Франції) - коронована напівтроянда-напівчортополох (для унії двох корон) - коронована золота арфа із срібними струнами (для Ірландії) |                          |
| Карл I (1625—1649)                    | - коронована троянда Тюдорів (для Англії) - коронований чортополох (для Шотландії та дому Стюартів) - коронована золота лілія (для Франції) - коронована напівтроянда-напівчортополох (для унії двох корон) - коронована золота арфа із срібними струнами (для Ірландії) |                          |
| Міжкоролів'я (1649—1660)              | |                          |
| Стюарти (реставрація) (1660—1707)     | |                          |
| Карл II (1660—1685)                   | - коронована троянда Тюдорів (для Англії) - коронований чортополох (для Шотландії) - коронована золота лілія (для Франції) - коронована напівтроянда-напівчортополох (для унії двох корон) - коронована золота арфа із срібними струнами (для Ірландії) |                          |
| Яків II (1685—1688)                   | - коронована троянда Тюдорів (для Англії) - коронований чортополох (для Шотландії) - коронована золота лілія (для Франції) - коронована напівтроянда-напівчортополох (для унії двох корон) - коронована золота арфа із срібними струнами (для Ірландії) |                          |
| Вільгельм III та Марія II (1689—1694) | - коронована троянда Тюдорів (для Англії) - коронований чортополох (для Шотландії) - коронована золота лілія (для Франції) - коронована напівтроянда-напівчортополох (для унії двох корон) - коронована золота арфа із срібними струнами (для Ірландії) |                          |
| Вільгельм III (1689—1702)             | - коронована троянда Тюдорів (для Англії) - коронований чортополох (для Шотландії) - коронована золота лілія (для Франції) - коронована напівтроянда-напівчортополох (для унії двох корон) - коронована золота арфа із срібними струнами (для Ірландії) |                          |
| Анна (1702—1707)                      | - коронована троянда Тюдорів (для Англії) - коронований чортополох (для Шотландії) - коронована золота лілія (для Франції) - коронована троянда Стюартів та чортополох з одного стебла (для Великої Британії, після Акту про унію) - коронована золота арфа із срібними струнами (для Ірландії) |                          |